# 青森県の城
青森県の城（あおもりけんのしろ）は青森県内に存在する、またはかつて存在した城館をとりまとめたもの。

## 青森市
- 前田蝦夷館
- 横内城
- 駒込館
- 戸崎館
- 戸門館
- 土筆山館
- 尻八館
- 高田蝦夷館
- 高田城
- 細越館
- 三内館
- 小館
- 新城
- 油川城
- 多宇末井館
- 築木館
- 内真部館
- 野尻館
- 王余魚沢館
- 北畠館
- 吉内館
- 銀館
- 高屋敷館
- 大釈迦館
- 源常館
- 葦町館
- 浪岡城
- 川原御所

## 弘前市
- 弘前城
- 堀越城
- 和徳城
- 石川城
- 大浦城
- 湯口茶臼館
- 大和沢館
- 青柳館
- 宮館
- 境関館
- 高杉館
- 高野館
- 国吉館
- 国吉新館
- 国吉古館
- 古屋敷
- 黒土館
- 桜庭館
- 笹館
- 三世寺館
- 蒔苗館
- 種市館
- 小栗山館
- 小沢館
- 小友館
- 大仏ヶ鼻城
- 折笠館
- 船水館
- 城館
- 隅館
- 茶毘館
- 二ッ館
- 玄蕃館
- 町田館
- 藤代館
- 出間館
- 笹森館
- 乳井古館
- 乳井茶臼館
- 番館
- 志戸野沢館
- 福村城
- 福村古館
- 乳井城

## つがる市
- 亀ヶ岡城
- 柾子館
- 床舞館
- 狄ヶ館
- 大館
- 漆館
- 三ッ館

## むつ市
- 田名部館
- 鶴ヶ崎順法寺城
- 八角館
- 斗南陣屋
- 蠣崎城
- 桶館

## 下北郡
- 奥戸館
- 四十八館
- 山館
- 高館
- 大館(下北郡)
- 将木館
- 銅屋館
- 向野館
- 立山館
- 目名館

## 五所川原市
- 飯詰城
- 長者森館
- 福島城
- 唐川城
- ふん館
- 嘉瀬館
- 金木館
- 鏡城
- 金山館
- 原子城
- 持子沢館
- 観音林館
- 神山館
- 真言館

## 黒石市
- 黒石城
- 黒石陣屋
- 浅瀬石城
- 中野不動館
- 厚目内館
- 柏木山館
- 高館
- 石名坂館
- 築館

## 三戸郡
- 三戸城
- 川守田館
- 泉山城
- 目時館
- 貝守館
- 京兆館
- 豊川館
- 斗内館
- 剣吉城
- 鳥舌内館
- 上名久井館
- 下名久井館
- 福田館
- 矢崎館
- 苫米地館
- 法師岡館
- 田子城
- 日ノ沢館
- 相米館
- 石亀館
- 茂市館
- 野沢城
- 五戸館
- 五戸古館
- 浅水城
- 又重城
- 道仏館
- 晴山沢館
- 小沢館
- 天王沢館
- 平内館
- 古館
- 工藤屋敷
- 浅水城
- 石沢館
- 中市館
- 横館
- 蛇沼館
- 金堀館
- 梅内館
- 三戸城
- 戸来館
- 倉沢出口館
- 沢口館
- 長峰館
- 西越館
- 蝦館
- 原館
- 馬場館(田子町)
- 蝦夷館(田子町)
- 種子館
- 田子館
- 佐藤館
- 高橋館(南部町)
- 小向館
- 聖寿寺館
- 馬場館(南部町)
- 相内館
- 赤石館
- 森ノ腰館
- 杉沢館
- 大向館
- 古館(南部町)
- 新井館
- 平館

## 十和田市
- 奥瀬館
- 野月館
- 下山館
- 赤沼館
- 気田館上館
- 東白上館
- 西白上館
- 大不動館
- 滝沢館
- 芦品沢館
- 沢田館
- 三日市館
- 伝法寺館
- 藤島館
- 小田館
- 豊良館
- 洞内城
- 米田館
- 川代館
- 長沢館

## 上北郡
- 下田館
- 明神館
- 館越館
- 古館
- 横浜館
- 牛ノ沢館
- 下見町館
- 天間館
- 館野館
- 砂子田館
- 荒熊内館
- 治部袋館
- 一の館
- 矢館
- 槻の木館
- 大池館
- 坂本館
- 七戸城
- ほとけ沢館
- 白旗館
- 大撫沢館
- 内蛯沢蝦夷館
- 戸館
- 赤平館
- 二津屋館
- 白旗館
- 南畑館
- 二十平館
- 明前蝦夷館
- 野辺地城
- 高館
- 鶴喰館
- 柳町館

## 西津軽郡
- 折曾の関(大館)
- 折曾の関(古館)
- 折曾の関(陳ヶ森)
- 井ノ山城
- 菊池館
- 平の館
- 玉川館
- 茶右衛門館
- 日和見城
- 無為館
- 深浦館
- 吾妻館
- 垣上館
- 大山館
- 追良瀬館
- 館前館
- 川崎館
- 七ツ石館
- 種里城
- 鯵ヶ沢館
- 赤石城
- 大館森山館
- 中村館
- 別所館
- 長平館
- 鳴沢館
- 戸波城
- 鉢巻館
- 日照田館
- 舞戸館
- 天童山館
- 森山館

## 東津軽郡
- 観らん山館
- 小国城
- 大開城
- 山口館
- 小湊館
- 沼館
- 小館
- 藤沢蝦夷館
- 福館
- 小館
- 蓬田城

## 南津軽郡
- 居土観音館
- 折紙館
- 熊野平館
- 八幡館
- 三ツ目内城I
- 三ツ目内城II
- 森山城
- 鉢巻山館
- 蔵館
- 羽黒館
- 元長峰館
- 砂沢平館
- 唐牛城
- 諏訪堂館
- 垂柳館
- 田舎館城
- 堂野前館
- 和泉館
- 水木館
- 藤崎城
- 茶臼館

## 北津軽郡
- 安倍太郎屋敷
- 深郷田館
- 柴崎城
- 中里城
- 五林館
- 尾別館
- 胡桃館
- 滝井館
- 三宅館

## 八戸市
- 八戸城
- 中野館
- 島守館
- 大茂館
- 小館
- 櫛引城
- 根城
- 大仏館
- 古館(八戸市)
- 新井田城
- 風張館
- 楢館

## 平川市
- 猿賀館
- 沖館城
- 葛川館
- エゾ館
- 松館
- 館田館
- 早館
- 古屋敷館
- 広船館
- 熊屋敷館
- 鯨森館
- 荒田館
- 高畑城
- 高木地蔵館
- 小国城
- 樋川館
- 小和森館
- 小館
- 新屋城
- 平田森館
- 新館城
- 杉館
- 関所館
- 切明館
- 誉田館
- 五日市館
- 大光寺城
- 大光寺小館
- 大光寺古館
- 飛鳥城
- 南田館
- 町居館
- 古館
- 永野館
- 小高森館
- 白沢館
- 樋ヶ沢館
- 唐竹古館
- 唐竹城
- 田中館
- 広船古館
- 尾崎城
- 寺屋敷館
- 入瀬館
- 天内館